# George Vințan
George Vințan (n. 1882, Săcărâmb, județul Hunedoara – d. 1926, Săcărâmb, județul Hunedoara) a fost un deputat în Marea Adunare Națională de la Alba Iulia , organismul legislativ reprezentativ al „tuturor românilor din Transilvania, Banat și Țara Ungurească”, cel care a adoptat hotărârea privind Unirea Transilvaniei cu România, la 1 decembrie 1918  :p. 227.

## Biografie
A făcut școala primară în satul Săcărâmb din județul Hunedoara :p. 227.

## Activitatea politică
Ca deputat în Adunarea Națională din 1 decembrie 1918 a fost delegat al Cercului electoral Deva :p. 227.